# Isabelle Nélisse
Isabelle Nélisse (* 3. Dezember 2003 in Windsor, Ontario) ist eine kanadische Schauspielerin. 

## Leben
Isabelle Nélisse wurde als Tochter einer Lehrerin im kanadischen Windsor geboren und ist französisch-kanadischer Abstammung. Sie ist die jüngere Schwester der kanadischen Schauspielerin Sophie Nélisse und hat auch noch einen älteren Bruder.
Sie gab ihr Schauspieldebüt im Jahr 2011 im Alter von acht Jahren in der kanadischen Fernsehserie Mirador. Einer breiteren internationalen Öffentlichkeit bekannt wurde sie jedoch erst zwei Jahre später durch den Horrorfilm Mama in ihrer Rolle als Lilly, die zusammen mit ihrer älteren Schwester Victoria, dargestellt von Megan Charpentier, mehrere Jahre in einer abgeschiedenen Hütte überlebte. Der Film wurde ebenfalls im Jahr 2011 gedreht, aber erst Anfang 2013 veröffentlicht. Im Jahr 2014 wurde sie für Rollen in dem kanadischen Filmdrama Mommy und für drei Episoden in der US-amerikanischen Fernsehserie The Strain engagiert.
2018 ist sie im Missbrauchsdrama The Tale – Die Erinnerung unter anderem an der Seite von Laura Dern und Jason Ritter zu sehen. Der Film wurde im Rahmen des Sundance Film Festival im Januar 2018 uraufgeführt.

## Filmografie (Auswahl)
- 2011: Mirador (Fernsehserie, 4 Episoden)
- 2013: Mama
- 2013: Whitewash
- 2014: Mommy
- 2014: The Strain (Fernsehserie, 3 Episoden)
- 2016: Wait Till Helen Comes
- 2017: Et au pire, on se mariera
- 2017: Es (It)
- 2018: The Tale – Die Erinnerung (The Tale)
- 2018: Dérive